# Zavrh pri Trojanah
Zavrh pri Trojanah – wieś w Słowenii, w gminie Lukovica. W 2018 roku liczyła 56 mieszkańców.